# Santa Maria di Licodia
Santa Maria di Licodia ist eine Stadt der Metropolitanstadt Catania in der Region Sizilien in Italien mit 7563 Einwohnern (Stand 31. Dezember 2023).

## Lage und Daten
Santa Maria di Licodia liegt 28 Kilometer nordwestlich von Catania am Südhang des Ätnas. Die Einwohner arbeiten hauptsächlich in der Landwirtschaft.
Die Nachbargemeinden sind Biancavilla, Paternò und Ragalna.

## Geschichte
Im Jahre 1160 entstand hier eine Benediktinerabtei. Das Dorf entwickelte sich im Umfeld dieser Abtei.

## Bauwerke

### In Santa Maria di Licodia
- Abtei, renoviert 1648, heute Sitz des Rathauses
- Kirche SS. Crocifisso, entstanden aus zwei aneinander gebauten Kirchen
- Cherubimbrunnen, erbaut 1757

### Außerhalb des Ortes
- Reste eines Aquädukts, das Catania mit Wasser versorgte